# Feliks Michałkowski
Feliks Michałkowski (ur. 29 maja 1907 w Warszawie, zm. 22 maja 1953 tamże) – podpułkownik Wojska Polskiego.

## Dzieciństwo i młodość
Urodził się w rodzinie rzemieślniczej. Ojciec Stanisław miał dobrze prosperujący zakład szewski. Po maturze w prywatnym Gimnazjum Nawrockiego rozpoczął studia na Wydziale Nauk Politycznych i Społecznych Wolnej Wszechnicy Polskiej. Przerwał je, by kontynuować naukę w Szkole Podchorążych Piechoty w Komorowie-Ostrowi Mazowieckiej. Po jej ukończeniu w 1930 otrzymał przydział na dowódcę plutonu, a następnie kompanii ckm w 30 pułku Strzelców Kaniowskich w Warszawie. Od młodych lat interesował się motoryzacją, uczestniczył w wyścigach, rajdach i zjazdach motocyklowych. Ukończył kurs aplikacyjny w Centrum Wyszkolenia Broni Pancernych. Do września 1939 roku pełnił służbę na stanowisku oficera do spraw wyszkoleniowych Szkoły Podchorążych Broni Pancernych w Modlinie.

## II wojna światowa
W czasie kampanii wrześniowej 1939 roku dowodził 1 kompanią czołgów lekkich Dowództwa Obrony Warszawy. Został ranny i wzięty do niewoli podczas nieudanego wypadu na Okęcie i Załuski w dniu 12 września 1939 roku. Do stycznia 1945 roku przebywał w niemieckich obozach jenieckich. Był jeńcem Oflagu II A Prenzlau, nr jeńca 102 lub 1475. 22 stycznia 1941 został przeniesiony do Oflagu II E Neubrandenburg.

## Okres powojenny
Po uwolnieniu z niewoli wrócił do kraju, został przyjęty do Wojska Polskiego i zweryfikowany w stopniu podpułkownika. Pełnił służbę w Oficerskiej Szkole Broni Pancernej w Modlinie na stanowisku dowódcy batalionu obsługi, a następnie w Generalnym Inspektoracie Broni Pancernej na stanowisku starszego pomocnika szefa sztabu. W okresie od 2 lipca 1946 roku do 14 lipca 1947 roku dowodził 8 pułkiem czołgów w Tarnowie. Odwołany ze stanowiska dowódcy na skutek „utraty autorytetu” i przeniesiony na stanowisko szefa Wydziału Wyszkolenia Bojowego w Głównym Inspektoracie Broni Pancernej. Przed zatrzymaniem pełnił służbę w Sztabie Okręgu Wojskowego Nr 1 w Warszawie na stanowisku starszego pomocnika szefa Wydziału Wyszkolenia Bojowego.

## Aresztowanie, proces, stracenie
W czasie służby spotkał się jako przedwojenny oficer z nieufnością przełożonych, ustawicznie dążył do odejścia z wojska. Złożył nawet legitymację PZPR, co było wówczas aktem szczególnej odwagi. Zwolniony ze służby wojskowej 1 października 1952, trzy tygodnie później aresztowany i bezpodstawnie oskarżony o „spisek w wojsku”. Torturowany w śledztwie, przyznał się do niepopełnionych win, zeznania te odwołał w czasie procesu 27 stycznia 1953. Następnego dnia NSW Sr. 2/53 pod przewodnictwem mjr. T. Karczmarza, nr sprawy Zg.R. 2/53, skazał go na podstawie art. 86 §1,2 KKWP oraz 15 §2 MKK na karę śmierci. Nie wnosił o rewizję procesu, nie prosił o łaskę. Wyrok wykonano 22 maja 1953. Zrehabilitowany 22 maja 1956.
Dokładne miejsce pochówku jest nieznane. Mogiła symboliczna w Kwaterze „na Łączce” na cmentarzu Wojskowym na Powązkach w Warszawie.

## Ordery i odznaczenia
- Złoty Krzyż Zasługi (11 października 1946)[5]
- Krzyż Walecznych (9 stycznia 1947)[6]